# 多米尼克·格里姆
多米尼克·格里姆（英語：Dominic Grimm，1988年1月14日—），澳大利亚男子赛艇运动员。他曾代表澳大利亚参加2010年世界赛艇锦标赛，获得男子双人单桨有舵手金牌。